# Грас, Анна
Анна Грас (исп. Anna Gras, род. 31 октября 1980 года, Барселона, Испания) — испанская актриса. Анна говорит на испанском, каталонском и английском языках, владеет французским и итальянским. Ещё с детства занимается верховой ездой.

## Карьера
Начинала карьеру в театральной труппе Университета Помпеу в Барселоне, где отметилась в постановках «Сон в летнюю ночь» в роли Гермии и «Соломенная шляпка» в роли баронессы.
В 2011 году сыграла второстепенную роль в детском фильме на каталанском языке «Снежинка». В 2014 году Анна снялась в эпизодической роли в сериале La que se avecina, она сыграла Бегонью, в том же году она исполнила роль персонажа второго плана в фильме Ahora o nunca вместе с именитыми актёрами Дани Ровирой и Марией Вальверде. В 2015 году снялась в сериале Big Band Clan (в роли Аманды), в 2017 году актриса снялась в нескольких эпизодах сериала Я знаю, кто ты (Sé quien eres) (в роли медсестры Чарри), в сериале Бумажный дом (в роли Мерседес Кольменар), а также в сериале La peluquería (в роли Маргариты «Марга» Гомес).

## Сериалы
| Год     | Название                | Персонаж                | Примечания | Канал     |
| ------- | ----------------------- | ----------------------- | ---------- | --------- |
| 2008 г. | Mamá Carlota            | -                       | -          | TV3       |
| 2014 г. | La que se avecina       | Бегонья                 | 1 серия    | Telecinco |
| 2015 г. | Big Band Clan           | Аманда                  | 23 серии   | Клан      |
| 2017 г. | Sé quien eres           | медсестра Чарри         | 1 серия    | Telecinco |
| 2017 г. | Бумажный дом            | Мерседес Кольменар      | 14 серий   | Антенна 3 |
| 2017 г. | La peluquería           | Маргарита «Марга» Гомес | 118 серий  | La 1      |
| 2019 г. | Benvinguts a la família | Айла Новель             | 7 серий    | TV3       |

## Фильмы
| Год     | Название               | Персонаж           | Примечания          |
| ------- | ---------------------- | ------------------ | ------------------- |
| 2011 г. | All Stars 2: Old Stars | Хосе               | второстепенная роль |
| 2011 г. | Copito de nieve        | Миньона Лук де Сак | второстепенная роль |
| 2014 г. | Ahora o nunca          | Seis               | второстепенная роль |